# قائمة آلهة الصيد

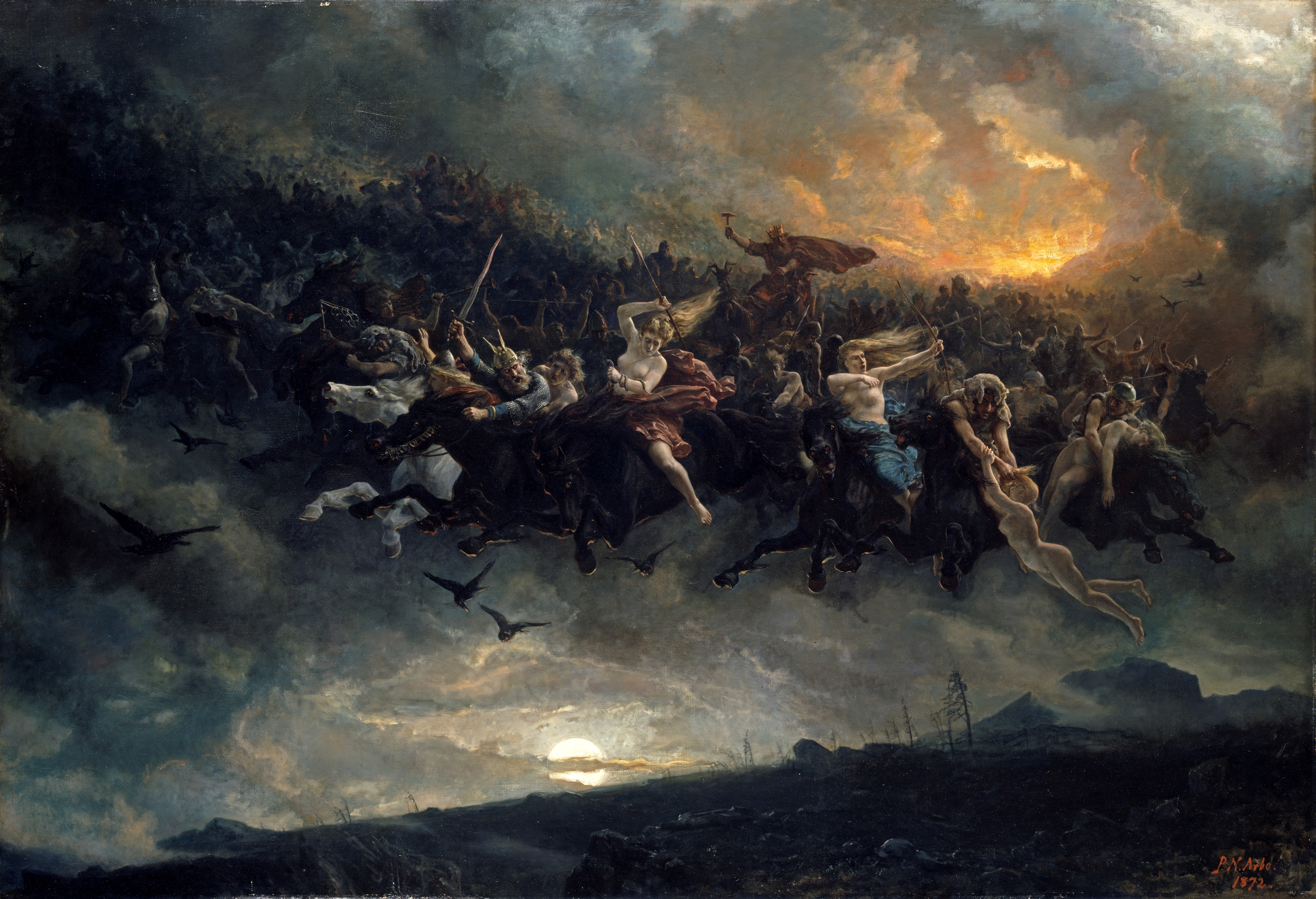
الصيد البري لأودين (1872) لبيتر نيكولاي أربو، يصور الصيد البري في الفولكلور الأوروبي

إله الصيد هو إله أو إلهة في الأساطير المرتبطة بصيد الحيوانات والمهارات والمعدات المعنية. وهي سمة عامة للأديان التعددية.

## الأساطير الأنجلو سكسونية
- أودين: رئيس ومرشد الصيد البري.

## الأساطير الأزتكية
- ميكسكوتل: إله الصيد.

- أبوشتلي: الرب الأزتيكي للصيد البحري والبري ولصيد الأشراك أيضاً.[1][2]

## الأساطير القلطية
- سيرنونوس: إله مُقرَّن مرتبط بالخصوبة والصيد.
- نودنس: إله ارتبط بالشفاء والبحر والصيد والكلاب.
- أرون: ملك أنون، ومرتبط بالصيد والكلاب والأيول.
- غوين أب نود: ملك آخر من أنون في الأساطير الويلزية، المرتبط بالصيد البري.
- فوسيغوس: إله غولي للصيد والغابات يعطى اسمه لمنطقة فوغ.

## الأساطير الصينية
- فوهسي: خالق الصيد.
- جيانغ زيا: إله الصيد.

## الأساطير المصرية
- نيث: إلهة الحرب والصيد.
- باخت: الإلهة اللبؤة للصيد، ربطه اليونانيون بأرتميس.
- وبواوت: إله الصيد والحرب، إلى جانب الممارسات الجنائزية.

## الأساطير الفلبينية
- أنلبان: إله يعتني بالصالح العام للشعب، وحامي الصيادين الخاص.[3]

## الأساطير الجورجية
- دالي: إلهة الصيد، ووظيفتها رعاية وحماية حيوانات الجبال البرية كالوعل والأيل.
- أبسات: إله الصيد المرتبط بالأسماك والطيور.